# 파이로스 (미사일)

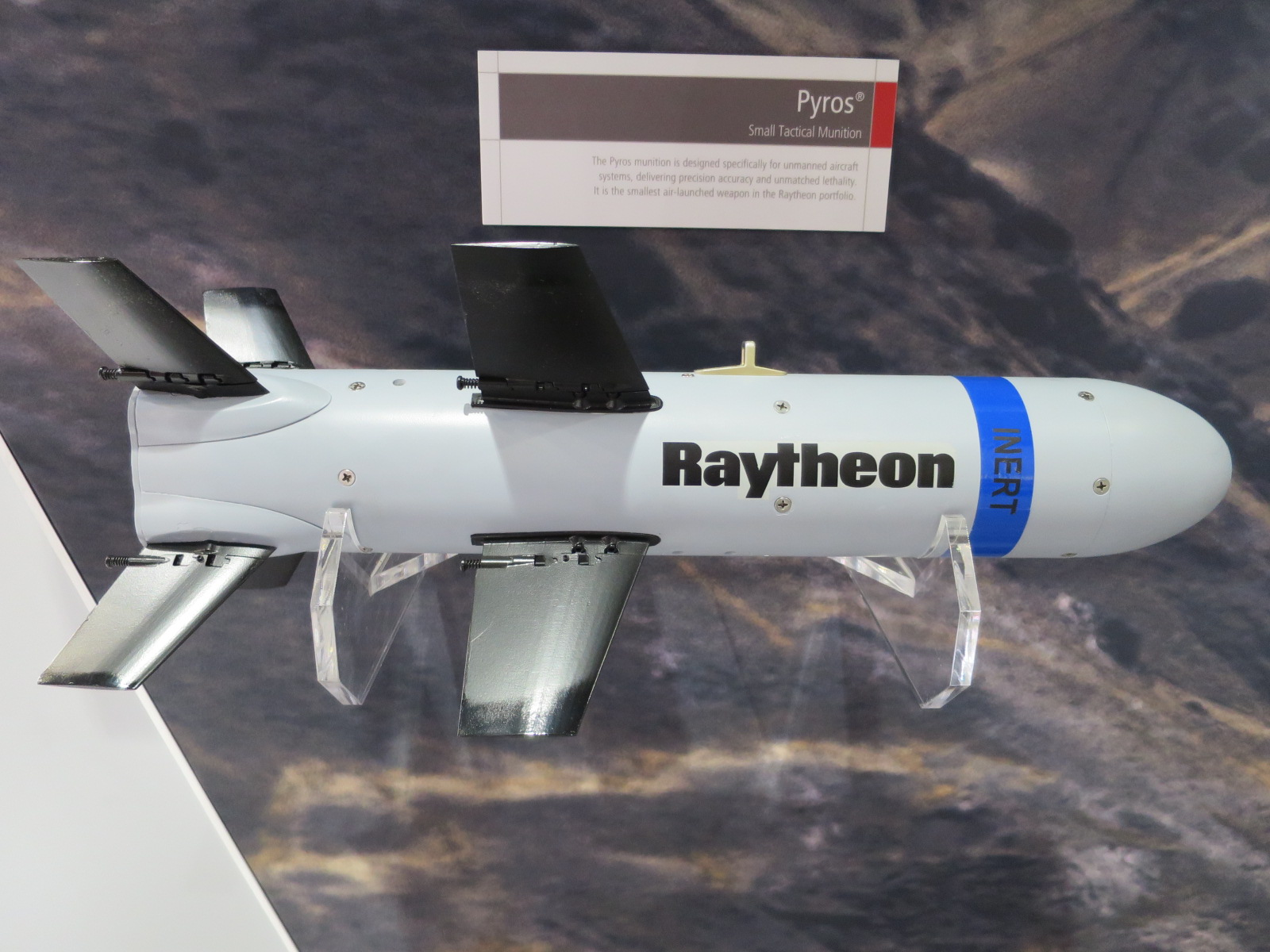
IDEX 2017의 파이로스 목업

파이로스 미사일(영어: Pyros)은 사단급 무인기인 RQ-7 섀도에 장착하기 위해 레이시온이 개발한 소형 공대지 미사일이다.
무게 5.9 kg, 탄두 3.2 kg이며 세미 액티브 레이저 유도 방식이다. 2010년 10월 시험발사에 성공했다.
무게 6 kg인 공대지 로켓으로는 이외에도 무유도인 히드라 70과 유도인 로거, APKWS 등이 있다.